# Лже-Диоген

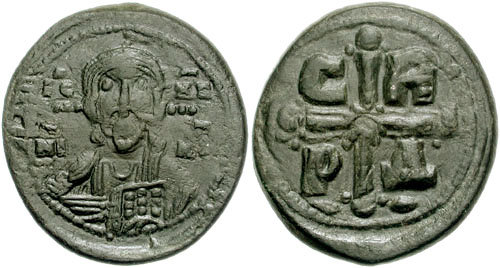
Монета Романа IV Диогена

Лже-Диоген — общее имя, как минимум, для двоих самозванцев, один из которых выдавал себя за Константина Диогена, а другой за Льва Диогена, детей свергнутого византийского императора Романа IV Диогена.

## Гибель реальных сыновей Романа IV Диогена
Константин Диоген — сын Романа IV и его первой супруги, дочери Алусиана. Был убит в 1074 году в битве у Антиохии.
Лев Диоген — сын императора Романа IV и императрицы Евдокии. По свидетельству Анны Комнины, при отсутствии опыта юноша отличался воинственным и горячим характером. Во время одного из набегов печенегов на Византию он вместе с правящим императором Алексеем Комнином и старшим братом Никифором в 1087 году принял участие в битве у Антиохии. Поддавшись на хитрость врага, он позволил заманить себя к повозкам, где попал в засаду и был убит.

## Лже Константин Диоген
Первый лже-Диоген появился на исторической сцене два года спустя после гибели Льва и пятнадцать лет после гибели Константина, за которого он себя выдавал. Настоящее его имя неизвестно; по свидетельству Анны Комнины, до появления в роли «царского сына» он служил рядовым в императорском войске. По её же презрительному отзыву:
Он явился с Востока в овчине, нищий, подлый и изворотливый; обходил город дом за домом, улицу за улицей, рассказывая о себе небылицы: он де-сын прежнего императора Диогена, тот самый Лев, который, как уже было сказано, был убит стрелой под Антиохией. И вот, «воскресив мертвого», этот наглец присвоил себе его имя и стал открыто домогаться императорской власти, вовлекая в обман легковерных.
В рассказе Анны Комниной историки отмечают очевидную путаницу: писательница сообщает, что самозванец называл себя Львом, но при этом, противореча себе самой, заявляет, что настоящий Лев был убит в сражении с турками под Антиохией, ссылаясь при этом на сочинение Никифора Вриенния, где будто бы рассказывается об этом. У Никифора действительно имеется такой рассказ, но речь в нём идёт о старшем сыне Романа Диогена Константине. Из этого следует, что Анна что-то перепутала, и упомянутый ею лже-Диоген на самом деле выдавал себя не за Льва, а за Константина. 
Вероятно, самозванец имел успех; по крайней мере, он привлек к себе внимание правящего императора и сестры Феодоры. Лже-Диоген был сослан в Херсонес, но и там не оставил своих притязаний. Самозванец сумел связаться с половецкими (куманскими) купцами, достаточно часто появлявшимися в этом городе. С их помощью Лже-Константину удалось бежать из-под стражи и по верёвке спуститься вниз с городской стены.
Успех сопутствовал ему и далее: в 1092 году владыка половцев Тугоркан, подстрекаемый самозванцем, решил напасть на византийские земли с целью вернуть «законному царевичу Константину» престол, что утратил его «отец».
Половцы вторглись на территорию страны через Зиг, пройдя через ущелья по пути, указанному им дружественными влахами, проникнув в Македонию и Фракию. Когда войско во главе с Тугорканом и самозванцем, наряженным по византийскому обычаю в пурпур и императорские красные сапоги, подошло к крепости Голоя, местные жители подняли восстание, открыли ворота и выдали самозванцу начальника гарнизона, закованного в кандалы.
Этому же примеру последовали гарнизоны Диамболя и других ближайших городов. Все больше сторонников приобретал самозванец среди простого люда. Причиной были непомерный налоговый гнёт государства и произвол чиновников. Народные массы, выступая с требованием снизить налоги, хотели посадить на трон «доброго царя».
Однако у крепости Анхиал половцы встретились с упорным сопротивлением войск, оставшихся верными Алексею I Комнину. Изменив свой первоначальный план, половцы повернули к Адрианополю, над которым начальствовал названный брат Романа Диогена Никифор Вриенний. Самозванец уверял, что легко склонит его к сотрудничеству и таким образом захватит один из ключевых городов на пути к столице.
Половцам удалось пробиться к городу и начать осаду, но все попытки лже-Диогена договориться с Вриеннием провалились. Напротив, тот организовал упорное сопротивление осаждающим и удерживал крепость в течение 48 дней. После этого Никифор совершил вылазку и отогнал осаждающих от Адрианополя, а сам лже-Диоген был ранен. По свидетельству Анны Комниной, во время одной из вылазок некий юноша по имени Мариан Маврокатакалон попытался прорваться к ханскому шатру, но, отброшенный прочь телохранителями, выместил досаду на лже-Диогене, прилюдно отколотив его и назвав лжецом.
Со своей стороны император Алексей I готовился захватить самозванца хитростью. Для этого им был послан в половецкий лагерь некто Алакасей, знавший когда-то Романа IV. Обезобразив себя, одевшись в рубище, он явился к самозванцу под видом беженца, пострадавшего от императора за преданность, которую он испытывал к «законному» цесаревичу. Алакасей предложил лже-Диогену связаться с начальником крепости Пуца, якобы готовым встать на его сторону, и, получив согласие самозванца, отправил в Пуцу подписанный императором приказ. Лже-Диоген попался в расставленную ловушку: вместе с небольшим половецким отрядом он вошёл в крепость, в то время как остальные половцы рассеялись по близлежащим селениям, занятые поиском провианта и фуража для коней. В крепости для половецкого отряда был устроен пышный пир, а когда потерявшие бдительность захватчики заснули после обильных возлияний, их перебили во сне. В 1095 году лже-Диоген был арестован и по приказу матери императора ослеплён турком по имени Камир. Половецкое войско потерпело жестокое поражение от византийцев и было вынуждено вернуться в свои кочевья. Анна Комнина сообщает, что самозванец в сопровождении турка Камира и евнуха Евстафия Киминиана был доставлен в Константинополь, и более к его судьбе не возвращается.

## Норманнский лже-Диоген
В 1107 году в немецких источниках сообщается об очередном лже-Диогене, сопровождавшем норманнского князя Боэмунда I Тарентского в его атаке на византийский город Диррахий. Боэмунд одержал несколько незначительных побед, захватив ряд небольших городков в окрестностях Диррахия, но существенных успехов не добился. В 1108 году норманнский князь заключил мир с Византией, вернув все захваченные земли. Вопрос о личности лже-Диогена остается открытым; в тех же немецких источниках существует версия об отождествлении самозванца со лже Львом Диогеном, который в дальнейшем объявился на Руси.

## Лже Лев Диоген
Очередной лже-Диоген объявился десятью или двадцатью годами позже после ареста лже Константина Диогена. Новый самозванец появился на Руси, где княжеские летописи именуют его «цесаревич Леон Девгенич», из чего следует, что новый самозванец выдавал себя за Льва, убитого в 1087 году.
Занимавший киевский престол великий князь Владимир Мономах признал самозванца настоящим сыном Романа Диогена, женил на собственной дочери Марии (Марице) и, более того, решил поддержать его претензии если не на византийский престол, то на ряд византийских городов на Дунае, где он намеревался создать зависимое от Киева государственное образование под номинальным главенством Лже-Диогена. 
У «Девгенича» и Марии, по свидетельству летописей, был сын Василько Леонович (или Василько Маричинич/Маричичь — в летописях называется по отчеству в честь матери), погибший в одной из междоусобиц под Переяславлем. Впрочем, существует неподтверждённая гипотеза, что на дочери Мономаха женился подлинный Лев, сумевший каким-то образом остаться в живых и восставший против нового императора. В этом случае её авторам приходится предположить, что самозванец побывал на Руси в 1089 году, когда дочери Мономаха были ещё малы.
По одной из версий, великий князь выделил для своей дочери и её мужа переяславский город Воинь. При раскопках на месте этого города был найден нагрудный крест с надписью на греческом: «Господи, помоги рабу твоему Леону». Предполагается, что он мог принадлежать лже-Диогену.
В 1116 году Владимир Мономах под предлогом возвращения престола «законному» цесаревичу начинает войну против Византии. При поддержке Мономаха лже-Диогену удалось овладеть многими дунайскими городами, в числе которых входил Доростол, очевидно, ставший временной резиденцией самозванца. Однако утвердиться на Дунае «царевичу» не удалось: 15 августа того же 1116 года лже-Диоген был убит в Доростоле двумя наёмными убийцами, подосланными к нему императором Алексеем I. По свидетельству летописи:
Леон Дивгеньевич, зять Володимерь, идее на цесаря Алексия, и вдашася ему городов дунайскых нъколько. И в Дерестере, городе дунайстем, лестью убиста и два сорочинина, посланна цесарем месяца августа в 15 день.
После гибели самозванца Владимир Мономах не прекратил войны на Дунае, действуя теперь в интересах сына лже-Диогена «царевича» Василия. В том же 1116 году он послал на Дунай своих воевод, которых посадил в города, завоёванные самозванцем. Императору Алексею, однако, удалось выдавить русские отряды с Дуная и отвоевать Доростол. Мир с Византией был установлен лишь после смерти императора Алексея и восшествия на престол его сына Иоанна Комнина. 